# Kostel svatého Bartoloměje (Dřevčice)
Kostel sv. Bartoloměje stojí v severní části obce Dřevčice (u Brandýsa nad Labem), poblíž návsi.

## Historický vývoj
Původně zde stával farní románský kostelík z 11. až 12. století, obdélný s apsidou a patrně i západní věží. K tomuto kostelíku byl po jižní straně přistavěn větší, raně gotický kostel s pravoúhlým závěrem. Písemně poprvé je zmiňován roku 1384. Při přestavbě v 16. století byla upravena hřebínková klenba lodi a profilovaný, polokruhově ukončený portál. Během třicetileté války byl kostel vypálen, při jeho obnově před rokem 1660 byla přistavěna valně sklenutá předsíň. Ve druhé polovině 18. století byl postaven nový presbytář, sklenutý plackovou klenbou a plackou byl zaklenut původní presbytář, dnes součást kostelní lodi. V této době byl na severní straně ubourán původní románský kostel, z něho se dodnes zachovalo pouze zdivo obdélníkové lodi a část zdiva presbytáře.

## Popis
Jedná se o obdélný, jednolodní kostel s pravoúhlým presbytářem sklenutým plackou, lodí sklenutou polem placky a dvěma poli hřebínkové křížové klenby. Obdélná předsíň sklenuta valeně s lunetami. V ose kostela na východní straně je obdélná plochostropá sakristie.

## Zařízení
- Hlavní oltář sv. Bartoloměje, barokní, z první poloviny 18. století, s obrazem od J. Hellicha
- dva boční oltáře Narození Panny Marie a Všech Svatých z konce 18. století
- cínová křtitelnice z roku 1787
- řezané lavice z počátku 18. století
- rokokové varhany

Vše je nyní[kdy?] uloženo v depozitáři (kostel čeká celková rekonstrukce). Uvnitř kostela, po pravé straně lodi, jsou umístěny náhrobky Karla a Hynka Vrábských z Vrábí, z roku 1570 a 1594. Náhrobky původně kryly vchod do podzemní hrobky, která byla roku 1860 při výměně kostelní dlažby vypleněna. Náhrobky byly vsazeny do zdi, z cínových rakví byly ulity oltářní svícny a věčná lampa. Tento barbarský čin místní občany velmi pobouřil, byl zaznamenán snad ve všech dochovaných knihách o obci.
Zvony bývaly původně zavěšeny ve zvonici u kostela, později byly umístěny do nové zvonice, na místě kaple sv. Floriana na kraji obce.
Okolo kostela býval hřbitov, zrušený v roce 1856. V roce 1824 byl založen nový hřbitov, který slouží dosud. Kaple na hřbitově sloužila jako márnice.
Dne 16. 1. 2020 byla provedena demontáž sanktusové polygonální oplechované věžičky s cibulovou bání, která již hrozila zřícením.

### Areál kostela sv. Bartoloměje
Areál původně románského kostela sv. Bartoloměje je umístěn ve středu staré zástavby obce Dřevčice, podél severní cesty spojující obdélnou náves s hlavní silnicí.
Románský kostel byl zbourán ve druhé polovině 18. století, kdy k raně gotickému kostelu po jeho jižní stěně byla přistavena předsíň a presbytář.
Orientovaný obdélný jednolodní kostel s pravoúhlým presbyteriem a obdélnou sakristií, v ose východního průčelí a obdélnou předsíní po jižní straně lodi.
Kostel je obklopen bývalým hřbitovem a uzavřen ohradní zdí na nepravidelném trojúhelném půdoryse.
V kamenné zídce při sakristii je zazděn krucifix. Jihozápadně od kostela je v rámci areálu situována obdélná přízemní fara obklopená zahradou s hospodářským zázemím v severní části.  

### Kostel sv. Bartoloměje
Jednolodní orientovaný, omítnutý kostel s obdélným presbytářem zaklenutým ve dvou polích plackovými klenbami do eliptických pasů (2. pol. 18. století). Loď oddělená eliptickým pasem vítězného oblouku má severní obvodovou zeď průběžnou s presbytářem, na jižní straně se loď o půl metru rozšiřuje. Je zaklenuta ve dvou polích křížovými klenbami, jejichž hrany jsou vytaženy do tupého hřebínku. Patky kleneb jsou zasazeny na samostatných římsových profilovaných konzolách. Výjimkou je patka klenby na jižní straně v místě přilehajícího vítězného oblouku, jež má volutovou kamennou konzolu se skosenou hranou, nesoucí profilovaný úsek římsy v úrovni vyšší než u ostatních patek.
V jižní zdi lodi, v interiéru, jsou osazeny dvě náhrobní kamenné desky (viz DL 3). Předsíň na jižní straně lodi, při západní poli (z raně renesanční přestavby), je zaklenuta valenou půlkruhovou klenbou s párem pětibokých nestyčných výsečí, s mírně vytaženými hranami a segmentovými čely. Při východní stěně kamenná lavice. Pískovcový portál vstupu do lodi (raně renesanční viz DL 1).
V předsíni je dále kamenný barokní portálek vstupu na schody na kruchtu. Obíhající pásová šambrána s lištou má uši s kapkami. Z klasicistní úpravy předsíně je kamenný pravoúhlý portál hlavního vstupu lemovaný pásovou šambránou ze dvou stran s vpadlými rýhovanými lištami. Šambrána je nasazena na vysokém dvoudílném soklu, v ose nadpraží vystupuje klenák. Nad vstupem je kruhové okénko (úprava v min. století).
Sakristie na východní straně presbytáře na obdélném půdorysu je plochostropá s fabionem (přestavěná za baroka), přístupná jak z presbytáře, tak z jižní obvodové stěny, kde je kamenný pravoúhlý portálek s šambránou lemovanou lištou.
Kruchta nesoucí varhany má dřevěnou konstrukci bez středních podpor, pouze se vzpěrami trámu, vybíhajícími z obvodových zdí. Tyto jsou v nárysu segmentově tvarovány, omítnuty. Balustráda kruchty je dřevěná. Dlažba lodi presbytáře má zčásti zachovány pískovcové desky.
Jižní průčelí má v ose vítězného oblouku odstupňovaný gotický opěrák. V místě pasu mezi dvěma poli presbytáře je v průčelí odstupňovaný gotický opěrák, jehož půdorysná osa svírá s východní částí průčelí ostrý úhel a naznačuje, že zde bylo nároží gotického presbytáře. Zdivo opěráků i obvodového zdiva mezi nimi je kvádříkové a bylo druhotně použito ze stavby románského kostelíka, orientovaného severně od severní obvodové zdi lodi.
Na východní straně předsíně je vně patrný fragment gotické zdi tvořící rizalit, krytý prejzy. Mezi ním a konzolou při vítězném oblouku se v gotice prostor lodi otvíral k jihu. Tři okna v hladkém jižním průčelí kostela mají půlkruhové záklenky a jsou bez šambrán.
Severní průčelí je hladké s odstupněným opěrákem mezi dvěma poli presbytáře (půdorysná osa opěráku svírá s východní částí průčelí ostrý úhel) a třemi opěráky v délce lodi. Mezi opěrákem, v ose vítězného oblouku a nejbližším na západě, je pod oknem segmentový pas niky, jejíž čelo probíhá v linii vnějšího líce zdi presbytáře a tvoří jej barokní zazdívka (po roce 1754).
Dvě ze tří oken v půlkruhových záklencích zdobí malba na skle (viz DL 2).
Západní průčelí je hladké, s jedním oknem v prostoru kruchty vně v půlkruhovém záklenku, uvnitř se segmentovým pasem. V průčelí nad sakristií je kruhové okno presbytáře s novodobým, čirým prosklením, sakristie má oddělené okénko bez šambrány.
Kostel má společně zastřešen presbytář i loď valbovou střechou s hřebenem ve stejné výši a s námětky tvořícími prohnutí ploch. Krytina je tašková. Sanktusová polygonální oplechovaná věžička na východní straně má lucernu a cibulovou báň ukončenou křížem (byla odstraněna v lednu 2020). Předsíň je zastřešena sedlovou střechou s prejzy. V trojúhelném štítu s atikovými křidélky jsou sluneční hodiny (klasicistní úprava).

##### DL 1
Pískovcový půlkruhový portál z předsíně do lodi kostela má obíhající profilaci ve 4 pásech zalomenu ve spodní třetině portálu k vnitřní hraně ostění. Hrana má níže, a to pouze na pravé straně, zkosení ukončené na obou koncích drobnými jehlancovými konzolkami. Charakter profilace je renesanční.

##### DL 2 Malířská výzdoba dvou oken
Okno v severní stěně presbytáře má malbu na skle z roku 1929 s postavou sv. Václava. Hodnotná umělecko-řemeslná práce. Okno v severní stěně lodi má malbu na skle z téhož roku, stejné umělecko řemeslné hodnoty znázorňující sv. Josefa (strážce obce) s Ježíškem v náručí. Připomínáno jméno faráře obce Josefa Dvořáka († 1928).

##### DL 3
Dva opukové náhrobní kameny členů rodiny Vrábských z r. 1570, viz soupis pam. historických a uměleckých v pol. okr. Karlínském (Dr. Podlaha a Ed. Šittler, str. 177).
1. náhrobek, 0,94 m/1,78 m má v horní části rámu nápis: Leta panie M.D.L.XX w patek przed Swatym Pawlem Urozeny pan Karel Wrabsky z Wrabí na Wrabí s Dreweziezych ec tuto pochovan gt. HIC RECVBAT CORP SVMO MENS GAVDET OLY PO IN TERRIS NOMEN FAMA DECVSQ MANET. DOlní část náhrobku rámována kanelovými pilastry s volutovými hlavicemi, mezi nimi půlkruhová archivolta, v cviklech rozety. V edikule znak Wrábských (zkřížené meče na štítu, helmice s korunkou a v klenotu opět zkřížené meče kolem listoví).
2. náhrobek, 0,78 m/1,78 m, má v horní části v rámu nápis: Letka Panie 1594 Na den S Girzy Urozeny a Stateczny Rytirz Pan Hinek Wrabsky Cluchsa Z Wraby a na Zdechowiczich Ziwot Swug Dokonal A S tohoto Placztiweho audoly Wykroczil. Jehožto Dussi Pan Buch Milostiw… (nápis pokračuje na rámování) Byty A mezy Wolene Swe Do nebeskeho kralowstwy Prizigity Raczyl. Pod nápisem v obdélné ploše znak Wrábských, na štítu zkřížené meče, nad helmicí klenot se zkříženými meči.

### Časové, slohové a autorské určení
Z románského kostelíka z 11. nebo 12. století (kolem r. 1052, Beecizlaus. donat villam Dreunici) rozkládajícího se severně od severní zdi lodi, bylo při gotické přestavbě druhotně použito románské kvádříkové zdivo (pískovec) a to u opěráků na nárožích pravoúhlého presbytáře. Barokní úprava na jižní straně lodi použila románské kvádříkové zdivo k zazdívce vstupu do zrušené kaple mezi renesanční předsíní a opěrákem v ose vítězného oblouku.
V gotice měla loď pravděpodobně dřevěný trámový strop. Zaklenuta byla až v rané renesanci, dvěma poli křížové klenby s hřebínky. Tehdy vznikl i půlkruhový portál vstupu do lodi a předsíně, jež byla ještě později přestavována. Tehdy k předsíni na východní straně ještě přiléhal do lodi otevřený prostor kaple. V pozdním baroku po roce 1754 prodloužen presbytář o jedno klenebné pole, obě pole pak zaklenuta nově plackami a sjednoceny okenní otvory. Z této doby je přístavba sakristie a nová dřevěná konstrukce kruchty. Barokní je kamenný portál u schodů na kruchtu a zastřešení kostela se sanktusovou věžičkou. Z pozdně klasicistních úprav z min. století je úprava předsíně (vstupy, okno, štít) a zřejmě i zrušení vstupu v západním průčelí. V severní stěně lodi je obsaženo původní zdivo románského kostela, uváděného s věží a pravděpodobně hrazeného.
Kostel byl ve středověku pravděpodobně hrazen kamennou zdí, probíhající na hraně terénního zlomu severně a západně od kostela, jejíž průběh na jižní straně je nejasný. Kamenná zeď na severní straně je pravděpodobně barokní, na západě neexistuje, na jižní straně je pouze novodobé oplocení bez architektonických nároků. Zíďka navazující na sakristii a pokračující východním směrem je kamenná, omítnutá, na severní straně při sakristii je do ní zazděn krucifix.
Ramena kříže ukončena trojlistem, v ploše ramen páskový ornament s rozvilinami, dole kamenný štítek se zprohýbanými okraji a nečitelným nápisem. Další, uváděný, zazděný kamenný krucifix v ev. listu nemovitých kulturních památek č. 2050 pro kostel sv. Bartoloměje, v místě jihovýchodně od kostela, ve zdi, nebyl již v roce 1986 nalezen.

### Zhodnocení
Kostel dokládá svými přestavbami, ve všech slohových obdobích, kontinuitu rozvoje osídlení. Při hloubkovém architektonickém, historickém průzkumu, by mohly být odkryty architektonické detaily románské a gotické.
Archeologický průzkum by pak mohl zjistit stopy po dalších objektech v blízkosti kostela, eventuálně rozsah hrazení.

### Stav
Značně je porušena konstrukce plackové klenby presbytáře při vítězném oblouku včetně i přilehlé nosné zdivo (v osách záklenků oken). Další trhliny v nosném zdivu jsou v severní zdi lodi při kruchtě i v jižní zdi v supraportě vstupu do lodi i v nadpraží vstupu do předsíně. Značně porušeny jsou vnitřní omítky a celá fasáda. V lednu 2020 byla demontována věžička, která je položena u jižní paty kostela.
Zdroj: Krajské středisko státní památkové péče a ochrany přírody Středočeského kraje;   Dřevčice, kostel sv. Bartoloměje s farou. Doplňkový list kulturní památky – původní, 31.12.1966 online

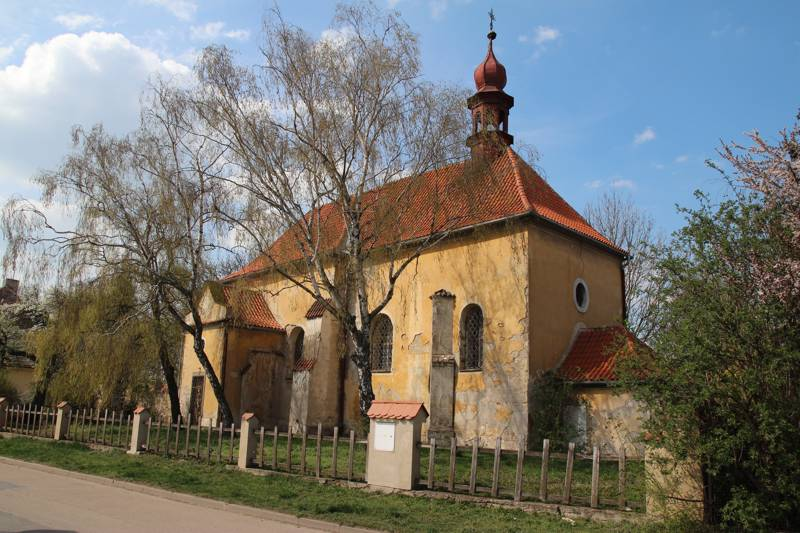
Jižní pohled
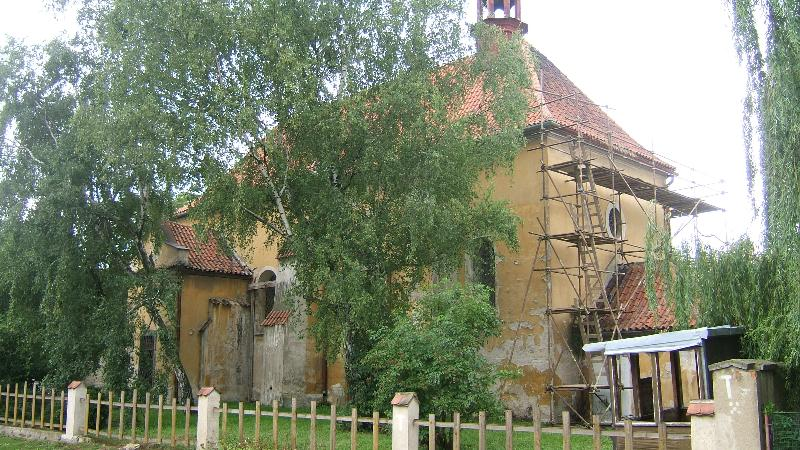
Oprava fasády
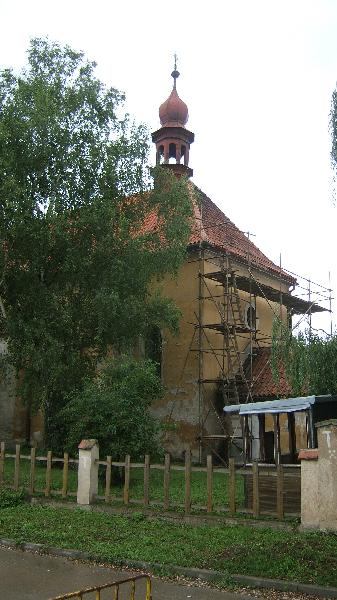
Oprava fasády detail
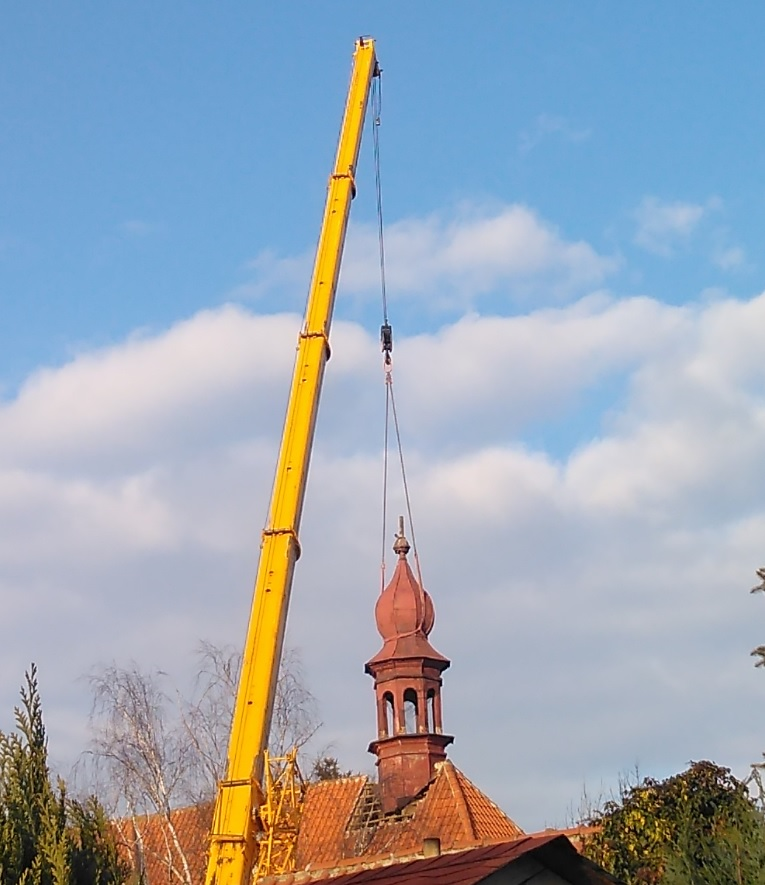
Demontáž věžičky
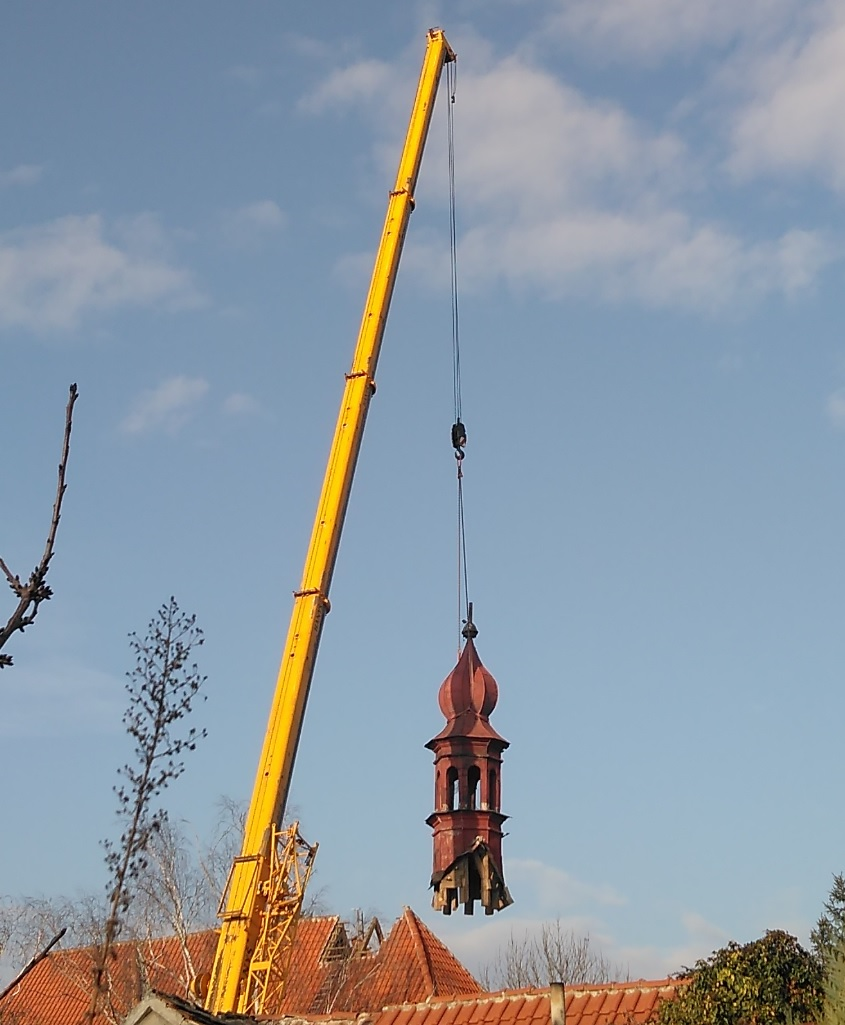
Demontáž věžičky (16.1.2020)
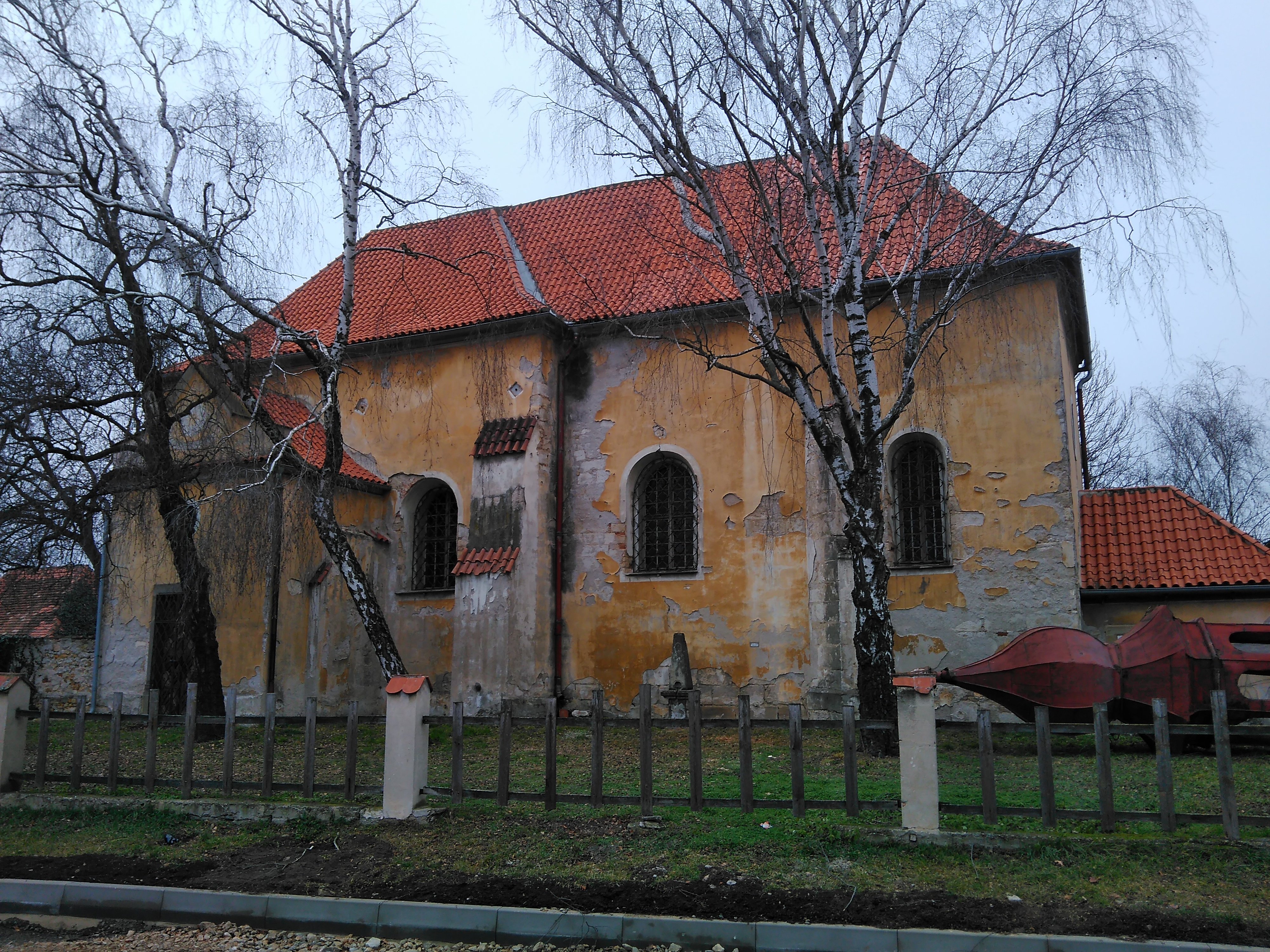
Stav kostela 01/2020
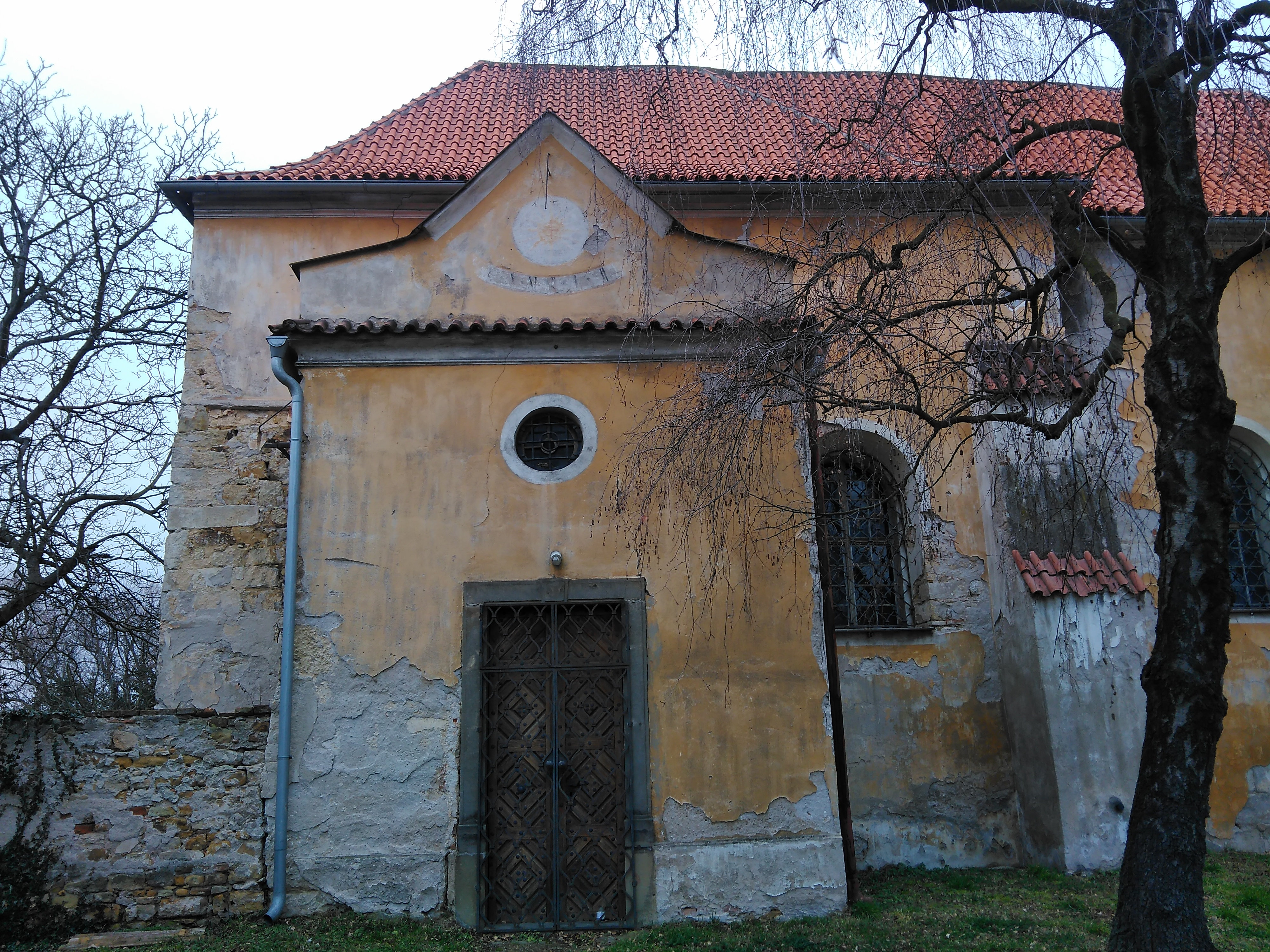
Stav kostela 01/2020
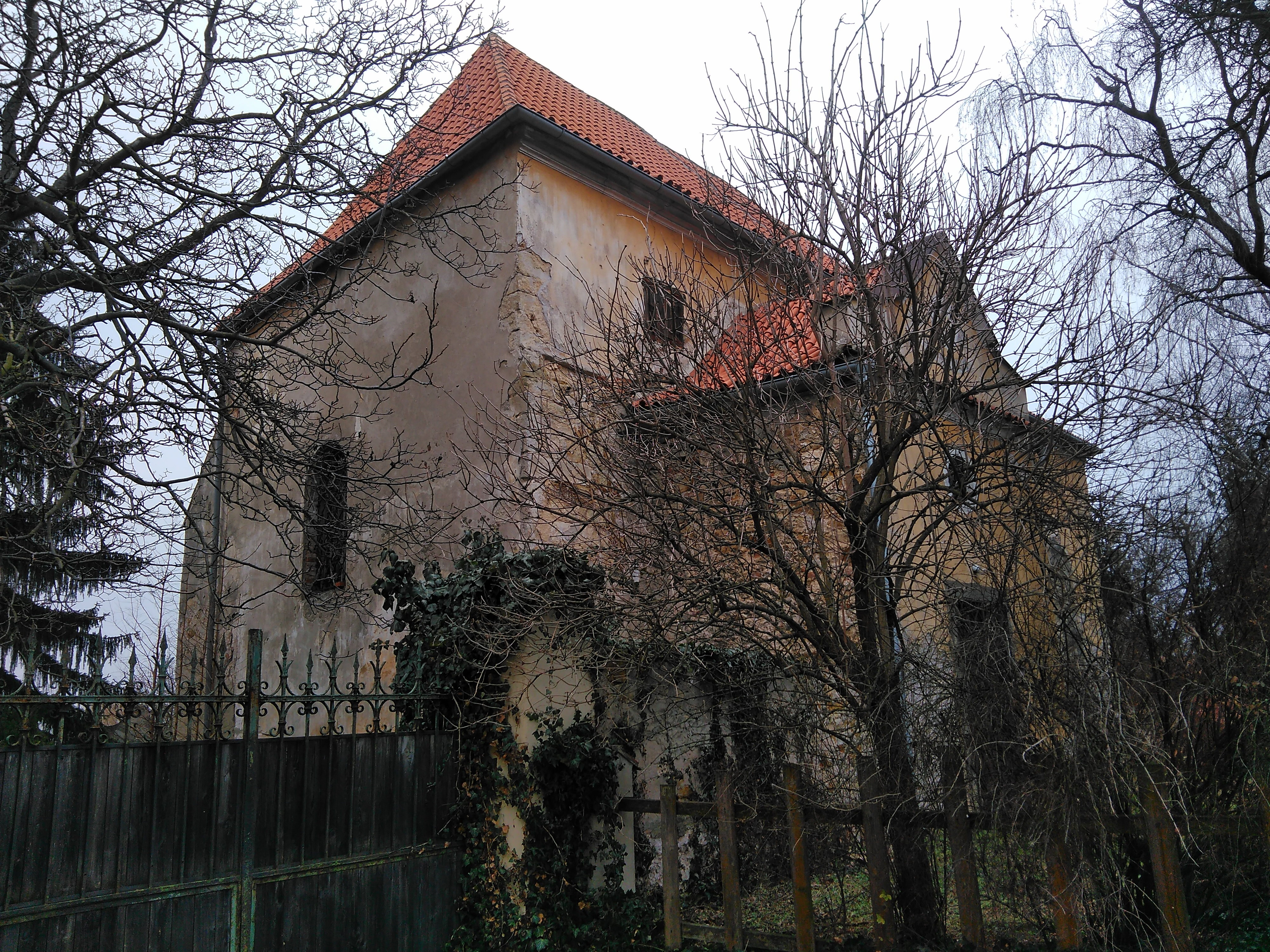
Stav kostela 01/2020